# Bulbophyllum colliferum
Bulbophyllum colliferum är en orkidéart som beskrevs av Johannes Jacobus Smith. Bulbophyllum colliferum ingår i släktet Bulbophyllum och familjen orkidéer. Inga underarter finns listade i Catalogue of Life.